# Mangislak-félsziget
Mangislak, Mangyshlak vagy Mangghyshlaq-félsziget (oroszul Полуо́стров Мангышла́к) a nagy Mangysákinh-félsziget nyugati részén található. Nyugaton a Kaszpi-tengerrel határos, északkeleten pedig a Buzacsi-félszigettel, amely a fő félsziget mocsaras részterülete. A Tyulenyij-szigetcsoport a félsziget északi partjainál fekszik.

## Leírása
A terület a sivatag és a félsivatag között helyezkedik el, száraz kontinentális éghajlattal. Nincsenek folyók és édesvizű források. Geológiailag a félsziget az Uszt-jurt-fennsík része. 

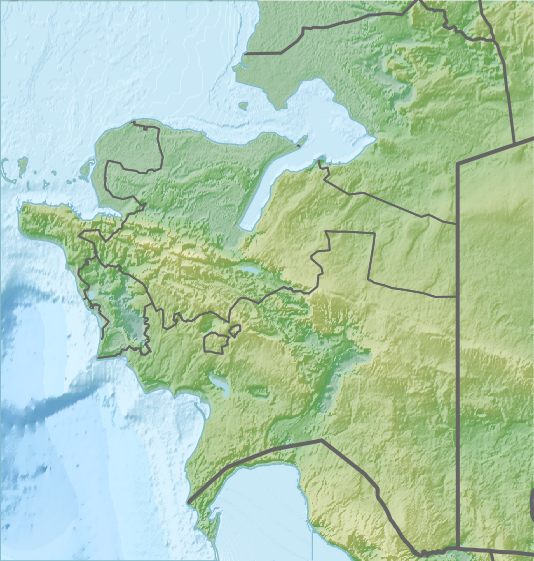
Domborzati térkép

Északon három hegyvonulat húzódik a félszigeten, az Északi és Déli Aktau-hegység, valamint a Mangistau-hegység, melyek legmagasabb pontja az 555 méteres tengerszint feletti magasságot is eléri. A Kelet-Kazahsztánban található Mangistau-hegység három párhuzamos hegyvonulatban húzódik a Sevcsenko-erőd melletti földnyelvtől (Tyub Karagan) több mint 200 km-re keletre. 
A korai lakosok között voltak türkmének, nomád kazahok és transzkaukázusiak, akikhez a cári birodalom idejétől egyre inkább csatlakoztak az oroszok. A legnagyobb települések a tenger partján fekvő Aktau (oroszul Шевченко [Sevcsenko]) és a középső hegyvidéki Zhangaozen (oroszul Новый Узень [Novij Uzeny]) városok. A Mangislak-félsziget ma már ritkán lakott, lakói főleg kazahok, türkmének, oroszok, kaukázusiak, de az ókorban különböző kultúrák találkozási pontja volt. 
Területén nesztoriánusok, zoroasztriánusok és szúfik régi kegyhelyei találhatók, amelyeket ma főként zarándokok és elszigetelt turistacsoportok látogatnak, és akiknek itt saját vendégházaik vannak. Mangishlak legnagyobb nekropolisza a Schopan Ata zarándokhely a Sauskan homoksivatagban földalatti meditációs szobákkal és a 10. századból való 5000 sírral. 
A terület turisztikai célpontjai közé tartozik itt még néhány kanyon is, például: Shakpak Ata, Sultan Epe és Zhygylghan, ahol különböző kövületek és ősi települések találhatók. Szintén a Karatau-hegységben találhatók még Kokala színes agyagképződményei, a Sherkala-hegy és a szomszédos Kizil-Kala régészeti lelőhely. 
Aktau közelében található az egykori nukleáris kísérleti területen épült, azóta leállított Aktau atomerőmű, ami az áramtermelés mellett tenyésztőreaktorként is üzemelt.

## Nevezetességek
- Kizil-Kala régészeti lelőhely.
- Kőgolyók völgye a Mangislak-félszigeten